# بنجامین اچ. بروستر
بنجامین هریس بروستر (زادهٔ ۱۳ اکتبر ۱۸۱۶-درگذشتهٔ ۴ آوریل ۱۸۸۸)، وکیل و سیاستمدار از نیوجرسی بود که از سال ۱۸۸۱ تا ۱۸۸۵ در دادستانی کل ایالات متحده آمریکا خدمت کرد.

## زندگی‌نامه

### اوایل زندگی
او در ۱۳ اکتبر ۱۸۱۶، در سیلم نیوجرسی تولد شد و در فیلادلفیا، پنسیلوانیا بزرگ شد. او پسر ماریا همپتون، دختر  جان توماس همپتون، سرباز جنگ انقلابی آمریکا و دوست نزدیک توماس جفرسون بود. مادربزرگش، مرسی هریس-همپتون، دختر بنجامین هریس، «جنگجوی کواکر» جنگ انقلابی آمریکا بود. بنجامین هریس بروستر بعد از او به این اسم نام‌گذاری شد.
پدر بنجامین، فرانسیس اینوچ بروستر، از نسل ویلیم بروستر، یک مهاجر در میفلاور بود. بروستر بزرگ یک وکیل موفق و مشهور در فیلادلفیا بود، شخصی که ماریا همپتون، مادر بنجامین را به‌خاطر ایزابیلا اندرسون، همراهش که از ازدواج با او دو کودک داشت رها کرد. برادران ناتنی او فریدریک کرول بروستر (۱۸۲۵–۱۸۹۸) و اینوچ کرول بروستر (۱۸۲۸–۱۸۶۳) بودند که فریدریک کرول بروستر در پنسیلوانیا دادستان شد.
خواهر بنجامین، هان همپتون بروستر (۱۸۱۸–۱۸۹۲)، یکی از اولین خبرنگار خارجی زن بود که اساساً در روزنامه‌های فیلادلفیا، نیویورک و بوستون می‌نوشت. او مخالف اجتماع بود (یک دوستش اینطور توصیفش می‌کرد) با گرویدن به کاتولیک، از ازدواج امتناع ورزید و از خانه برادرش بنجامین به رم رفت تا تنها زندگی کند، در نخست به شکل غیرحرفه‌ای و بعداً به شکل حرفه‌ای می‌نوشت.
در وصیت‌نامه پدرش، تنها از دو پسرش، فریدریک و اینوچ کرول بروستر به عنوان تنها ذینفع‌های میراث یاد شده بود. بنجامین به‌خاطر سهم خواهرش و از بین بردن وصیت‌نامه جنگید و در نهایت برنده شد.

### تحصیلات
او در سال ۱۸۳۴، از کالج پرینستون فارغ گردید و درجه لیسانس و کارشناسی ارشد هنر و کارشناسی ارشد حقوق به او اعطا گردید. او حقوق را نزد الی کرک پرایس، حقوق‌دان مشهور و اصلاح‌طلب حقوقی که رئیس انجمن وکلای فیلادلفیا بود، فراگرفت. در ۵ ژانویه ۱۸۳۸، اجازه کار دریافت کرد.

### ازدواج‌ها
اولین ازدواج او با الیزابیت اون میربچ دی رینفیلتس، بیوه‌زن  شولت پاریس، فرانسه بود. الیزابیت در سال ۱۸۶۸ از دنیا رفت؛ با این حال، هنوز هم بنجامین تعطیلات زیادی را با والدین خانمش در آلمان نزدیک کلن سپری کرد. از ازدواج اول خود صاحب هیچ فرزندی نشد.
او در ۱۲ ژوئیه ۱۸۷۰، دوباره ازدواج کرد. مری واکر، خانم دوم‌اش متولد ۱۳ دسامبر ۱۸۳۹ در می‌سی‌سی‌پی بود. او در ۹ مارس ۱۸۸۶، در فیلادلفیا، پنسیلوانیا وفات کرد. او دختر رابرت جان واکر، وزیر خزانه‌داری در زمان ریس جمهور، جیمز ناکس پولک و مری بلیچیندن باچه بود. مری باچه، دختر سوفیا دوریل دالاس و ریچارد باچه جی آر، می‌باشد که در نیروی دریایی جمهوری تگزاس خدمت کرد و در سال ۱۸۴۷ به عنوان نماینده در دومین مجلس قانون‌گذاری تگزاس انتخاب شد. سوفیا دختر ارابلا ماریا اسمیت و الکساندر جی. دالاس می‌باشد، الکساندر جی دالاس، یک سیاستمدار آمریکایی است که به عنوان منشی خرانه‌داری ایالات متحده در زمان ریس جمهور جیمز مدیسن، خدمت می‌کرد. او نوه بزرگ سارا فرانکلین باچه و ریچارد باچه و نوه بزرگ بزرگ بنجامین فرانکلین بود. همچنین برادرزاده جورج میفلین دالاس، یازدهمین معاون ریاست جمهوری ایالات متحده بود که زیر نظر جیمز کی. پولک خدمت کرد.
مری واکر در ۲۵ مه ۱۸۵۸ با آدرین دزلوند ازدواج کرد. آدرین دزلوند، پسر آندری/ناتنی دزلوند، یک کشاورز از اس تی. جیمز پریش، لوئیزیانا بود. خواهر دزلوند، کرولین، خانم پی.جی. تی بوریگارد بود و خواهرش ماتیلد، خانم جان اسلایدل بود. واکر و دزلوند از هم جدا شدند و مری واکر با بنجامین بروستر ازدواج کرد. فرزند مری واکر و آدرین دزلوند، آندری واکر بروستر است که توسط بروستر بزرگ شد و نامش را ازو گرفت.

### خانواده
بنجامین و مری یک فرزند، به‌نام بنجامین هریس بروستر جونیور داشتند که در ۲۲ اکتبر ۱۸۷۲ در فیلادلفیا، پنسیلوانیا تولد شد.
نوه بزرگ بنجامین به‌نام دانیل باگ بروستر(۲۳ نوامبر ۱۹۲۳–۱۹ اوت ۲۰۰۷)، یک عضو دموکرات در مجلس سنا ایالات متحده بود که از سال ۱۹۶۳ الی ۱۹۶۹ نماینده ایالت مریلند بود. او همچنین از سال ۱۹۵۰ تا ۱۹۵۸، عضو مجلس نمایندگان مریلند و از سال ۱۹۵۹ تا ۱۹۶۳، یک نماینده از دومین کنگره محلی مریلند، در مجلس نمایندگان ایالات متحده بود.

## حرفه
در سال ۱۸۴۶، بروستر توسط ریس جمهور جیمز کی. پولک به عنوان کمیسر برای قضاوت دربارهٔ ادعاهای چیروکی علیه دولت فدرال ایالات متحده منصوب شد. وی در سال ۱۸۶۷ توسط فرماندار جان دبلیو. جیری به سمت دادستان کل پنسیلوانیا منصوب شد.
او دادستان اصلی در پرونده تقلب‌های مسیر ستاره‌ای در خدمات پُستی ایالات متحده بود.
در سال ۱۸۸۱، چستر ای. آرتور، بروستر را به عنوان دادستان کل ایالات متحده منصوب شد، سمتی که او در طول دوره ریاست آرتور برعهده داشت.

## وفات
او در ۴ آوریل ۱۸۸۸، در فیلادلفیا، پنسیلوانیا، وفات کرد و در گورستان وودلندز به خاک سپرده شد.